# ムーチョ (ミュージシャン)
ムーチョ（1980年10月16日 - ）は日本のギタリスト。バンドSeanNorthのギタリスト、ギターデュオかりんとう、スタジオ・ミュージシャン、ギター講師として活動中。

## 来歴
幼少時代をブルガリアで過ごし、15歳よりギターを始める。
自身の参加バンドSeanNorthで、2006年にメジャーデビュー。

## レコーディング参加
- moka
- Red High-Heel